# ダリウス・ジェームズ
ダリウス・ジェームズ（Darius James 1954年 - ）は、アメリカ合衆国の作家。コネチカット州生まれ。1990年代にデビューした。ドクター・スネークスキンという別名で「蛇皮博士に訊け！」というコラムをペントハウス誌に書いていた。昨今（2011年）は、ベルリンに在住し、ヘイデン（Hayden）というミドルネームも明らかになった。

## 代表作

### 著作
- 『ニグロフォビア』（白水社刊、山形浩生訳）･･････白人の黒人に対するステレオタイプな見方を黒人の視点から書いたという、錯綜的なコンセプトの作品。映画シナリオ形式の文学作品。書評の束が30cmほどの高さとなるくらい好評で、舞台化や映画化のオファーがあったという[5]。題名は「黒人恐怖症」という意味。

- That's Blaxploitation: Roots of the Baadasssss 'Tude (Rated X by an All'Whyte Jury)･･････ブラックスプロイテーション映画を題材にした半自伝的ノンフィクション。『黒いジャガー』こそがこの映画ジャンルの始まりであると主張した。

### ドキュメンタリー映画
- 『The United States of Hoodoo』  :Oliver Hardtという映画製作者と共同で撮った、ブードゥー教がアメリカ大衆文化に与えた影響についてヨーロッパに伝えるテレビ用ドキュメンタリー映画[6]